# Берцей, Тибор
Тибор Берцей (венг. Berczelly Tibor; 3 января 1912 — 15 октября 1990) — венгерский фехтовальщик, олимпийский чемпион.

## Биография
Тибор Берцей родился в 1912 году в деревне Ракошпалота (сегодня — территория Будапешта).
В 1936 году на Олимпийских играх в Берлине Тибор Берцей завоевал золотую медаль. В 1937 году он завоевал золотую и серебряную медали чемпионата мира.
После Второй мировой войны в 1948 году на Олимпийских играх в Лондоне Тибор Берцей опять завоевал золотую медаль. В 1951 году он вновь стал чемпионом мира, а в 1952 году завоевал одну золотую и две бронзовые медали Олимпийских игр в Хельсинки. В 1953 и 1954 годах он вновь становился чемпионом мира.